# Henryk Kisiel

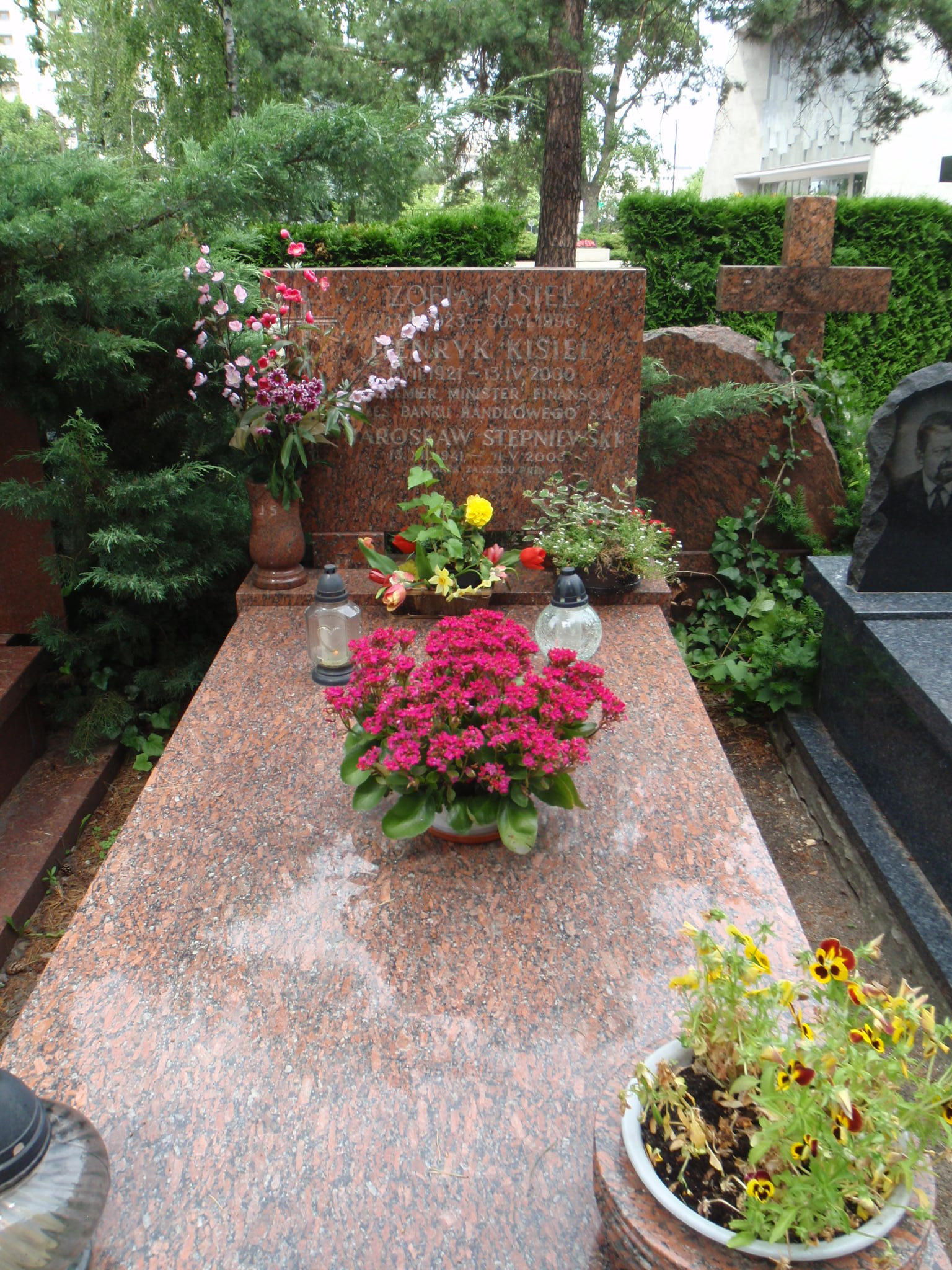
Grób Henryka Kisiela na Cmentarzu Wojskowym na Powązkach w Warszawie

Henryk Kisiel (ur. 1 lipca 1921 w Łodzi, zm. 13 kwietnia 2000) – polski ekonomista i polityk komunistyczny. Minister finansów w latach 1974–1980, wiceprezes Rady Ministrów i przewodniczący Komisji Planowania przy Radzie Ministrów od 1980 do 1981.

## Życiorys
Syn Stanisława i Jadwigi. W 1949 uzyskał tytuł magistra ekonomii na Wydziale Prawno-Ekonomicznym Uniwersytetu Łódzkiego. Od 1945 pracownik oddziału Narodowego Banku Polskiego w Łodzi, od 1949 do 1968 oddziału w Gdańsku, a następnie w centrali w Warszawie. W latach 1968–1973 był prezesem rady Banku Handlowego, a także pierwszym powojennym prezesem jego zarządu. W latach 1968–1971 był związany z resortem finansów, a od 21 listopada 1974 do 24 sierpnia 1980 był ministrem tegoż resortu w rządach Piotra Jaroszewicza, Piotra Jaroszewicza i Edwarda Babiucha oraz Edwarda Babiucha. W 1974 pełnił funkcję podsekretarza stanu w Ministerstwie Handlu Zagranicznego i Gospodarki Morskiej. Następnie do czerwca 1981 był wicepremierem i przewodniczącym Komisji Planowania przy Radzie Ministrów w dotychczasowym rządzie.
W 1942 wstąpił do Polskiej Partii Robotniczej (pseudonim Lech), a następnie w 1948 do Polskiej Zjednoczonej Partii Robotniczej. W latach 1975–1980 zastępca członka, a następnie do 1981 członek Komitetu Centralnego PZPR.
Żonaty z Zofią Kisiel (1923-1996). Został pochowany obok żony na Cmentarzu Wojskowym na Powązkach w Warszawie (kwatera A 3 Tuje rz. 2 m. 32).
Otrzymał m.in. Order Sztandaru Pracy II klasy,  Złoty Krzyż Zasługi (1954) oraz Medal 10-lecia Polski Ludowej (1955).